# Maidstone Manor Farm
Maidstone Manor Farm (auch William R. Leigh House) ist ein Historic District im Berkeley County, West Virginia.
Das stilistisch für Berkeley County außergewöhnliche Hauptgebäude wurde 1848 durch William Leigh auf nahezu quadratischer Grundfläche erbaut. Ein Portikus vor der Eingangstür des zweigeschossigen Hauses wird von jeweils zwei dorischen Säulen getragen. Das Pyramidendach ist mit Schiefer gedeckt. Der Westernmaler William Robinson Leigh kam 1866 in Maidstone Manor Farm zur Welt und verbrachte hier seine ersten 14 Lebensjahre.
Am 10. Dezember 1980 wurde das Gebäudeensemble in das National Register of Historic Places aufgenommen. Als Contributing Property gelten neben dem Hauptgebäude die Scheune, die Räucherkammer und die ehemaligen Sklavenunterkünfte.